# Шварц, Рудольф (музыкальный педагог)
Рудольф Шварц (нем. Rudolf Schwarz; 23 марта 1834, Вадовице — 24 мая 1899, Быковце, ныне гмина Санок) — польский музыкант и музыкальный педагог.
Родился в купеческой семье, однако с детства учился музыке. В 1853 году унаследовал от отца магазин в своём родном городе и на протяжении трёх лет управлял его делами, затем продал его и переехал во Львов, где наряду с галантерейной торговлей начал продавать фортепиано. Одновременно изучал композицию, теорию музыки и контрапункт под руководством Кароля Микули. С 1857 года член Галицкого музыкального общества, выступал как скрипач, альтист, органист, театральный дирижёр, занимался обработкой народных песен для хора. С 1868 года возглавлял хор Галицкого музыкального общества, в 1869—1873 гг. руководил известными во Львове музыкальными утренниками в собственном доме. С 1878 года заместитель Микули на постах директора Галицкого музыкального общества и консерватории при нём, после отставки Микули в 1887 году исполняющий обязанности директора, а с 1888 года и до конца жизни директор Общества и консерватории. Под руководством Шварца концертные программы Общества стали включать произведения новейших композиторов, отвергавшиеся его знаменитым предшественником.
Автор учебника игры на фисгармонии для любителей (1898).
Отец трёх дочерей, старшая из которых, Станислава Тарнавецкая (1864—1923), вторым браком была замужем за Людвиком Балдвин-Рамултом.